# Toshiya Takagi
Toshiya Takagi (japanisch 高木 利弥 Takagi Toshiya; * 25. November 1992 in der Präfektur Hiroshima) ist ein ehemaliger japanischer Fußballspieler.

## Karriere
Toshiya Takagi erlernte das Fußballspielen in der Schulmannschaft der Teikyo High School sowie in der Universitätsmannschaft der Kanagawa-Universität. Seinen ersten Vertrag unterschrieb er 2015 bei Montedio Yamagata. Der Verein spielte in der höchsten Liga des Landes, der J1 League. Am Ende der Saison 2015 stieg der Verein in die zweite Liga ab. Für den Verein absolvierte er 89 Ligaspiele. 2018 wechselte er zum Ligakonkurrenten JEF United Chiba. Für den Verein stand er 14-mal auf dem Spielfeld. Im Juli 2018 wechselte er zum Erstligisten Kashiwa Reysol. Am Ende der Saison 2018 musste der Verein den Weg in die zweite Liga antreten. Für den Verein absolvierte er 17 Erstligaspiele. Im Juli 2019 wechselte er zum Erstligisten Matsumoto Yamaga FC. Am Ende der Saison 2019 stieg der Verein in die zweite Liga ab. Im Juli 2021 wechselte er auf Leihbasis zum ebenfalls in der zweiten Liga spielenden Ehime FC. 2021 belegte er mit Ehime den 20. Tabellenplatz und stieg in die dritte Liga ab. Nach der Ausleihe wurde er von Ehime am 1. Februar 2022 fest unter Vertrag genommen. Bei Ehime stand er noch eine Spielzeit, in der er 26 Ligaspiele bestritt, unter Vertrag. Von Februar 2020 bis Juni 2023 war er vertrags- und vereinslos. Am 1. Juli 2023 unterschrieb er in der kambodschanischen Hauptstadt Phnom Penh einen Vertrag beim Erstligisten National Defense Ministry FC. Nach acht Ligaspielen beendete er Mitte Februar 2024 seine Karriere als Fußballspieler.